# 中庸镇
中庸乡，是中华人民共和国广西壮族自治区桂林市临桂区下辖的一个乡镇级行政单位。

## 行政区划
中庸乡下辖以下地区：
江泉村、华境村、三联村、中庸村、穴田村、合峰村和高田村。